# Запорожье (Камчатский край)
Запоро́жье — село в Усть-Большерецком районе Камчатского края России. Образует Запорожское сельское поселение. Место компактного проживания айнов России (исторически происходящих с Курильских островов), переселившихся из упразднённых соседних сёл Явино и Голыгино в период укрупнения рыболовецких колхозов.

## География
Село расположено на правом (северном) приустьевом берегу реки Озерная, напротив посёлка Озерновский.

## История
Село основано в 1907 году. Западное побережье Камчатки начало осваиваться только после русско-японской войны 1904—1905 годов. До весны 1907 года устье реки Озерной пустовало, на ней не было населённых пунктов. Населённые пункты были севернее — на реках Явина, Голыгина, Большая. На Озерной некогда проживали древние камчатские народы, но и они к тому времени уже не селились на этой реке по неизвестным  причинам.
В первые годы начала XX века рыбопромышленное товарищество Сергея Грушицкого владело промысловыми участками на реке Большой и построило там рыбоперерабатывающий завод. Специалистов этого предприятия привлекала и река Озерная, по которой шла на нерест в Курильское озеро одна из самых ценных лососёвых рыб — нерка (одна из наиболее ценных видов тихоокеанских лососей).
В 1907 году Грушицкий поручил своему представителю в Харбине, Ивану Афанасьевичу Потужному, подобрать людей для рыбного промысла в реке Озерной. На левой стороне реки Озерной Грушецкий построил завод, вокруг которого и образовалось село Запорожье (Унтербергеровка, Запорожское).
Первые переселенцы прибыли сюда из Херсонской губернии, из сёл: Казацкое, Каменка, Бургунка, Тягинка, из Берислава.
Первоначально посёлок не носил названия, но с 1910 года стал именоваться «Унтербергерово» в честь генерал-губернатора Приамурского края П. Ф. Унтербергера, которому Камчатка в те годы подчинялась. В 1910 году колония насчитывала 24 человека, в основном это были родственники Ивана Афанасьевича Потужного с Украины и их друзья-знакомые, переехавшие из Херсонской губернии. В этот сезон рыбаки сдали фирме 120 000 шт. свежих рыбин и часть уже засоленного улова, и имели хороший заработок. На промысле фирмы работали привезённые из Владивостока 162 русских рабочих. Они получали 25 рублей в месяц, премию от улова, и питались за счёт хозяина.
Сохранилось письмо старожила села Запорожье Соловьева Герасима Константиновича, 1889 года рождения. В 1914 году он был завербован на промыслы С. Грушецкого на реку Озерная.

«…До 1907 года на реке Озерная не было никаких поселений. Ближайшим селом было Явино, где жили местные жители… Весной 1907 года на Озерную прибыл рыбопромышленник Грушецкий на своих пароходах. Их у него было три: „Роман“ двухтрубный, „Евгения“ и „Федя“. Сразу по прибытии начали готовиться к засольному рыбному промыслу. Одновременно сюда приехали переселенцы Потужный Алексей, Потужный Емельян, Потужный Иван, Шараев Алексей, Кирдяшкин Василий и другие. Они были поселены над морем в барак-общежитие.
Впоследствии сюда были завезены и поставлены 9 домиков, их заселили. С материка к переселенцам стали приезжать знакомые, родственники, селились. В 1914 году было уже 13 домиков, 22 семьи.
Население ловило в летнее время рыбу и сдавало на промысел Грушецкого, за это получало продукты питания и другие товары. Зимой охотились…»

## Запорожское сельское поселение
Статус и границы сельского поселения установлены Законом Камчатской области от 22 октября 2004 года № 227 «Об установлении границ муниципальных образований, расположенных на территории Усть-Большерецкого района Камчатской области, и о наделении их статусом муниципального района, городского, сельского поселения».

## Население
| 1926 | 2002 | 2010 | 2012 | 2013 | 2014 | 2015 |
| ---- | ---- | ---- | ---- | ---- | ---- | ---- |
| 228  | ↗760 | ↘663 | ↘655 | ↘637 | ↘609 | ↘588 |
| 2016 | 2017 | 2018 | 2019 | 2020 | 2021 | 2023 |
| ↘567 | ↘549 | ↘534 | →534 | ↗549 | ↗676 | ↘650 |

По данным переписи 1926 года по Дальневосточному краю, в населённом пункте числилось 55 хозяйств и 228 жителей (114 мужчин и 114 женщин), из которых преобладающая национальность — украинцы (21 хозяйство).

## Известные люди
После Великой Отечественной войны в селе работали Герои Советского Союза Тимофей Алексеевич Ковалёв и Иван Петрович Кузнецов, несколько Героев Социалистического труда.